# يارآباد ميربيغ (مقاطعة دلفان)
يارآباد ميربيغ (بالفارسية: یارآباد میربیگ) هي قرية تقع في قسم ميربغ الشمالي الريفي (مقاطعة دلفان) في إيران. يقدر عدد سكانها بـ 1,491 نسمة .